# François Bonneau
François Bonneau (Amilly, 12 ottobre 1953) è un politico francese, presidente del Consiglio regionale del Centro-Valle della Loira a seguito delle elezioni del 2015.

## Biografia
Titolare di un diploma di studi superiori in lettere moderne conseguito presso l'Università di Orléans, ha iniziato la sua carriera professionale come orientatore professionale.
Nel 1977 François Bonneau aderì al Partito Socialista. Dal 1983 è membro del consiglio comunale di Montargis nelle file dell'opposizione.
Si candidò alle elezioni legislative del 1997, ma, battuto dal Front National, fu eliminato al primo turno. Nel 2007 venne ampiamente sconfitto, con appena il 21% dei voti, dal deputato uscente Jean-Pierre Door, che venne facilmente rieletto al primo turno con oltre il 51% dei voti.
È stato successivamente vicepresidente della comunità urbana di Montargis (1989-1995) e consigliere comunale di Montargis (2001-2008). Consigliere regionale dal 1998, ha presieduto il gruppo socialista nel consiglio regionale del Centro dal 2000 al 2007 ed è stato poi vicepresidente incaricato dell'istruzione dal 2004 al 2007. Il 7 settembre 2007 è stato eletto presidente del consiglio regionale in seguito alle dimissioni di Michel Sapin.
Nelle primarie del Partito Socialista del 2011, Bonneau ha sostenuto Martine Aubry come candidata del partito per le elezioni presidenziali del 2012.
È stato candidato per un terzo mandato alle elezioni regionali del 2015 nel Centro-Valle della Loira, dove è stato rieletto al secondo turno.
Nel gennaio 2025, François Bonneau ha scritto un rapporto sullo stato delle relazioni tra Africa e Francia. In questo rapporto intitolato "Vedere l'Africa in tutti i suoi Stati". Hanno inoltre avanzato 20 proposte per il futuro e hanno invitato in particolare il governo francese a dimostrare "pazienza strategica" nel Sahel.